# Steindachnerina binotata
Steindachnerina binotata är en fiskart som först beskrevs av Pearson 1924.  Steindachnerina binotata ingår i släktet Steindachnerina och familjen Curimatidae. Inga underarter finns listade i Catalogue of Life.